# Nhok Them
Nhok Them (Khmer: ញ៉ុក ថែម, 1903–1974), sinh ra ở Battambang, là một tác giả nổi tiếng người Campuchia được biết đến với tiểu thuyết Kolab Pailin.

## Tuổi thơ và giáo dục
Them chào đời trong một gia đình nông dân ở xã Svay Por, huyện Sangkae, Battambang, Campuchia. Năm 1913, ông theo học tại chùa Por Veal ở huyện Sangkae, Battambang. Ông học văn học Khmer với Thầy Sorn và học Dharma với Thầy Eav Touch ở chùa Por Veal.
Năm 1918, ông được thụ phong. Ông tìm hiểu Dharma với các giáo viên khác ở Battambang. Ông đi học ở Bangkok, Thái Lan vào năm 1919. Ông có rất nhiều chứng chỉ liên quan đến Phật giáo. Ông đã ngừng làm một nhà sư vào năm 1936.

## Sự nghiệp
Khi ông sang Thái Lan, ông làm việc ở đó. Ông làm giáo viên ở Bali từ năm 1927 đến 1930. Sau đó, ông trở lại Phnôm Pênh để làm thành viên của Ủy ban Tam tạng tại Học viện Phật giáo. Năm 1938, ông làm việc tại Thư viện Hoàng gia Campuchia với tư cách là người quản lý xuất bản cả ở đó và Tạp chí Kampuchsorya. Năm sau (1939), ông được chỉ định đại diện cho Samdech Norodom Sothearous và Học viện Phật giáo để chuẩn bị chương trình giảng dạy và khánh thành Học viện Phật giáo tại Lounge Phreah Bang và Viêng Chăn, Lào. Năm 1942, ông khánh thành Học viện Phật giáo tại tỉnh Klang (ខេត្តឃ្លាំង) và năm 1943, ông là đại diện cho chương trình giảng dạy chuẩn bị cho Học viện Phật giáo tại Pakse, Lào.
Năm 1946, ông làm việc tại Học viện Phật giáo và trở thành giáo sư tại Trường Trung học Sisovat. Ông đã từ chức Học viện Phật giáo vào năm 1950 và làm việc tại Bộ Siksathikacheat (ក្រសួងសិក្សាធិការជាតិ).

## Tác phẩm
Khi ở Thái Lan, ông đã viết sách bằng tiếng Thái và tiếng Bali Thái. Các tác phẩm này bao gồm Neakmokkatha, Neaneacheadork, Vannea, Thom Niteas Phần 1, Tevada Pheasit và Puth Peasit. Ngoài ra, ông là tác giả của nhiều tác phẩm kết hợp:
| Tên                                               | Tiêu đề bằng tiếng Khmer | Khác                                              |
| ------------------------------------------------- | ------------------------ | ------------------------------------------------- |
| Puthpakvat Sangkheb                               | ពុទ្ធប្បវត្តិ សង្ខេប            |                                                   |
| Anu Puthpakvat                                    | អនុពុទ្ធប្បវត្តិ               | Phần 1-2                                          |
| Prachumpheasit                                    | ប្រជុំភាសិត                   | Phần 1-2                                          |
| Mohavesandakcheadork                              | មហាវេស្សន្ដរជាតក              |                                                   |
| Prachumputhpheasit                                | ប្រជុំពុទ្ធភាសិត                |                                                   |
| Cheat Sasna Preahmohakhsat (Nation Religion King) | ជាតិសាសនាព្រះមហាក្សត្រ            |                                                   |
| Bisach Sneha                                      | រឿងបិសាចស្នេហា                 | Cuốn tiểu thuyết được xuất bản năm 1942           |
| Kolab Pailin                                      | រឿងកុលាបប៉ៃលិន                 | Cuốn tiểu thuyết được xuất bản năm 1936 hoặc 1943 |
| Eksahakreatrey                                    | ឯកសហរាត្រី                  | Một số phần đã được dịch                          |
| Cholvetlaksutr                                    | ចូឡវេទល្លសូត្រ                | Dịch                                              |
| Vithybrortibatthor                                | វិធីប្រតិបត្តិធម៌               |                                                   |
| Ponleu Asia Tvib                                  | ពន្លឺអាស៊ីទ្វីប                 | Dịch                                              |
| Panhasakcheadorksangkeb                           | បញ្ញាសជាតកសង្ខេប              | Phần 1-2                                          |

## Hôn nhân
Năm 1937, Them kết hôn với Ngoun Naisim tại Psar Oudong, huyện Veangchas, huyện Odongk, tỉnh Kampong Speu và cả hai có với nhau 7 cậu con trai và 4 cô con gái.